# Ulea
Ulea es un municipio español perteneciente a la comarca del Valle de Ricote, en la Región de Murcia.
Su extensión es de 43 km², y cuenta con una población de 891 habitantes (INE 2024). El municipio posee dos núcleos de población: Ulea y Cuesta Blanca. Está situado a 25 kilómetros de Murcia.

## Toponimia
El nombre de Ulea, cuyo nombre se traduce por Ulliya = "la Alta", no se documenta hasta la segunda mitad del siglo XIV. Con toda probabilidad tras la reconquista sería una pequeña alquería integrada en el término de Ricote, hasta que un posterior desarrollo poblacional permitió su segregación e independencia, pasando la fortaleza a denominarse las Peñas de Olea (Ulea).

## Geografía
Ulea se encuentra integrada en la comarca murciana de valle de Ricote, estrecho valle aluvial formado por el río Segura, a 126 metros sobre el nivel del mar, dispuesta junto a la ladera del reborde montañoso de dicho valle.
Por el norte, las montañas que circundan el valle alcanzan los 548 metros de altitud, junto al Collado de la Corona. Por el noreste, el terreno está formado por barrancos y ramblas que descienden de la cercana sierra de la Espada. El curso del río Segura hace de límite municipal por el oeste y por el sur con los términos vecinos de Ojós, Villanueva del Río Segura y Archena.
Su término municipal comprende una extensión de 43 km², abarcando áreas situadas fuera del valle, como la zona de La Losilla, Venta Puñales y Cuesta Blanca.
| Noroeste: Ojós y Blanca | Norte: Blanca                  | Noreste: Blanca y Molina de Segura |
| Oeste: Ojós             |                                | Este: Molina de Segura             |
| Suroeste Ojós           | Sur: Villanueva del Río Segura | Sureste: Archena                   |

### Clima
Dispone de un Clima semiárido mediterráneo, con lluvias irregulares y escasas, principalmente en primavera y otoño.

## Historia

### Prehistoria
La presencia del río Segura junto a la localidad de Ulea ha tenido siempre gran influencia en su historia.
Se piensa que los primeros pobladores que poblaron en estas tierras fue en tiempos neolíticos, aunque no se han encontrado yacimientos arqueológicos en el término municipal que lo demuestren.

### Íberos
En la ladera del monte del Castillo hay unos restos que certifican la existencia de un poblado íbero, fechado entre los siglos IV-III a. C. En esta zona se han hallado algunas cerámicas con decoración geométrica. La población en esta época se dedicaba a la agricultura, la ganadería y la pesca.

### Romanos

Restos de la Torre de la Losilla.

En el cercano paraje del Salto de la Novia se encontraron entre 1970 y 1972 los restos de un poblado romano de los siglos IV y V. Su ubicación se debe a la importancia estratégica de este punto para la defensa del valle de Ricote. Una muralla cerraba la zona, protegiendo aquellos puntos en los que la defensa natural no era suficiente. Otro vestigio romano es una calzada datada en los siglos I-III y que estuvo en funcionamiento hasta los siglos XVII y XVIII. Conectaría Cartagena con Chinchilla pasando por el puerto uleano de La Losilla.

### Musulmanes

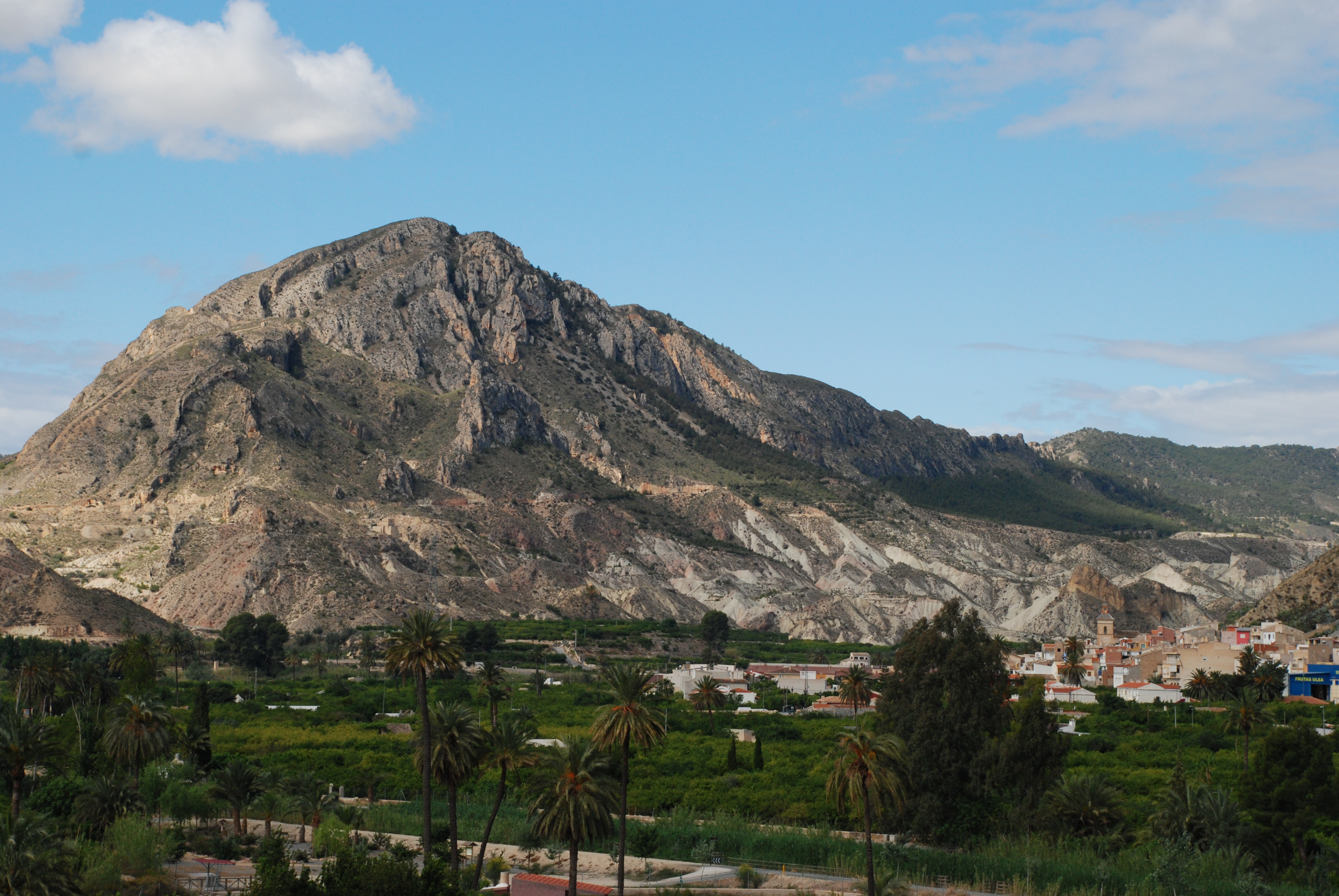
Vista típica del Valle de Ricote, comarca morisca, con Ulea a mano derecha.

Tras su llegada en el 711, los musulmanes se situaron en el monte del Castillo, zona fácil de defender y vigilar. Hoy día se conservan algunos fragmentos de la muralla que protegía a la población y los restos de un aljibe. Los musulmanes implantaron sus sistemas de riego a base de acequias y norias, lo que supuso un gran avance de la agricultura en las vegas del Segura. De hecho, aún se conservan algunas de estas norias en la huerta de Ulea. También se encuentran los restos de una pequeña mezquita en la ladera del Castillo.
En el Valle de Ricote tuvo su origen la Tercera taifa de Murcia, al producirse la sublevación de Ibn Hud contra los almohades en el 1228.

### Reconquista
La alquería de Ulea entró en la órbita de la Corona de Castilla junto al resto de la Taifa de Murcia a partir de 1243, tras la firma del Tratado de Alcaraz.
Ulea fue entregada a la Orden de Santiago en 1285 junto al resto del Valle de Ricote (a excepción de Archena) tras la promesa de cesión que Sancho IV de Castilla hizo a la Orden si esta le ayudaba en su causa sucesoria. Hasta esa fecha, el valle había estado concedido en señorío a Enrique Pérez de Arana.
Los santiaguistas controlaron de igual forma otras muchas localidades del fronterizo Reino de Murcia, siendo los que trajeron a Ulea la reliquia del Lignum Crucis, venerada durante las Fiestas de mayo.

### Edad Moderna
A principios del siglo XVI, los mudéjares presentes en Ulea y que no deseaban abandonar la península ibérica se convirtieron al cristianismo, transformándose las mezquitas en iglesias, fenómeno que se produjo en todo el Valle de Ricote.
Ulea obtuvo en el siglo XVI el privilegio de Villa con concejo, pero años más tarde fue agregada a Caravaca. En esta época la población de Ulea era muy reducida y los cultivos se encontraban en un estado de gran abandono.
Ulea recuperó con Felipe II el privilegio de Villa ante la necesidad económica de la Corona. El número de habitantes ascendió a principios del siglo XVII, pero fue entonces cuando se expulsó a los moriscos que quedaban en la zona, generándose en consecuencia importantes problemas económicos ante la despoblación generada.
En el siglo XVIII la población ascendió de nuevo. Comenzó entonces un periodo benigno para Ulea, por lo que los santiaguistas, que se habían trasladado a Villanueva, regresaron a la localidad.

### Edad Contemporánea
En el siglo XIX, Ulea experimentó un gran auge alcanzando una población de más de 1000 habitantes, número que se ha mantenido más o menos constante hasta nuestros días.

## Geografía humana

### Demografía
Cuenta con una población de 891 habitantes (INE 2024).

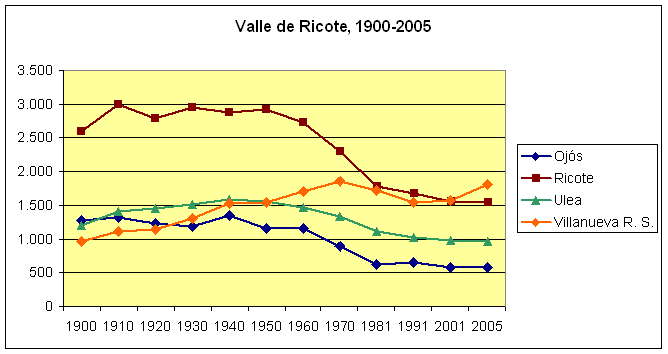
Evolución de la población de Ulea (línea verde) en el contexto de la comarca moderna del Valle de Ricote

| Gráfica de evolución demográfica de Ulea entre 1842 y 2021                                                            |
| |
| Población de derecho según los censos de población del INE. Población de hecho según los censos de población del INE. |

### Economía
La economía de este municipio está basada principalmente en la agricultura (naranjas, limones, albaricoques, peras y melocotones) y su posterior envasado y exportación del producto como producto fresco o destinados a las fábricas conserveras.
Los servicios existentes se encuentran representados en su mayor parte por las dependencias del Ayuntamiento y por el colegio público Villa de Ulea.
Aunque también se cuenta con consultorio médico, centro local de empleo, centro de atención a personas mayores, piscina municipal, centro juvenil y un centro cultural donde se encuentra además de un salón de actos, un club de los pensionistas y una Biblioteca Pública con una extensa bibliografía.

## Monumentos

### Monumentos religiosos
Iglesia de San Bartolomé

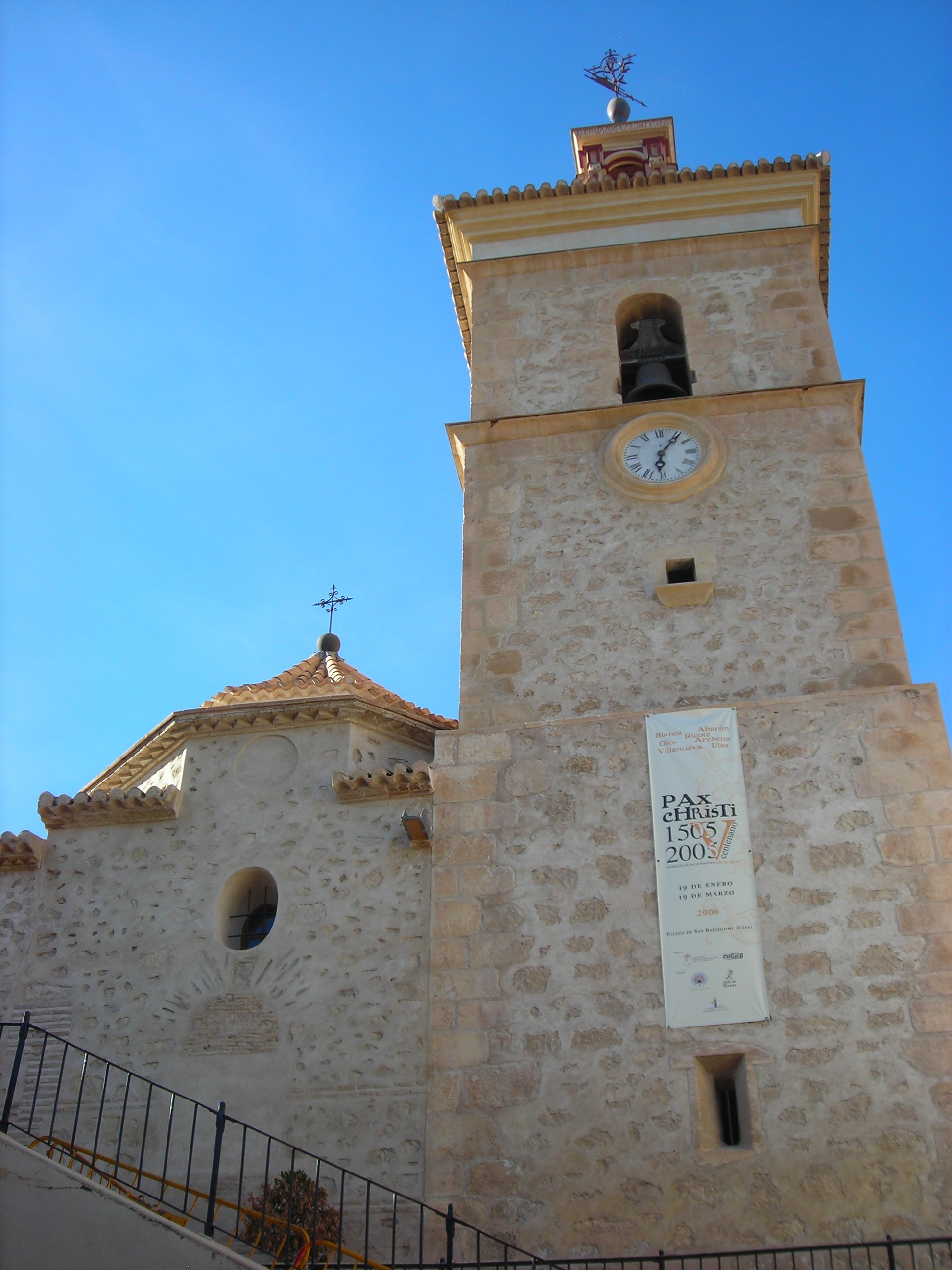
Iglesia de San Bartolomé.

Se encuentra en la parte más alta y occidental de la localidad, junto a un gran desnivel y a numerosas casas dispuestas sobre la ladera. Junto al Ayuntamiento, son los dos elementos principales de la plaza de la Constitución.
Tratándose originalmente de una mezquita-iglesia mudéjar, su construcción data de inicios del siglo XVI. Tras la conversión de los moriscos, la localidad fue una de las primeras villas en tener iglesia parroquial. Con el paso de los años se fueron añadiendo nuevos elementos, según las circunstancias de cada momento. Su estado actual es consecuencia de una ampliación en la que se conservó la estructura original.
El historiador de arte Alfonso Pérez Sánchez describe que la iglesia poseía una armadura de madera «con arcos muy agudos, en todo semejante a la de Alguazas, su techumbre era más sencilla, policromada también y con lazos de a ocho en el almizate». Quedó fuera de culto tras el incendio que sufrió en 1939. La armadura se descubrió años más tarde escondida tras la bóveda.

### Monumentos civiles
Casa del Cura o Casa de Eiffel

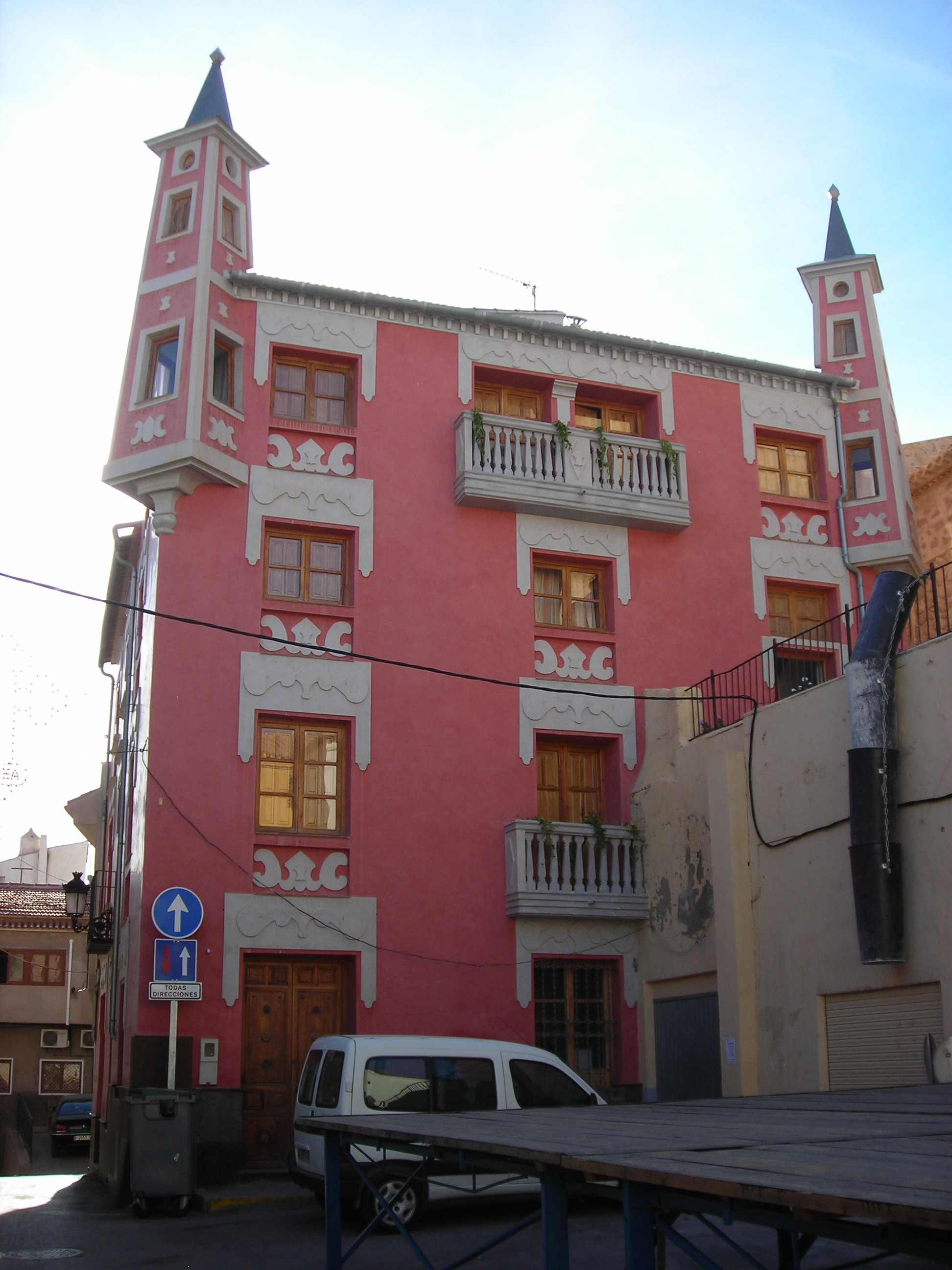
Casa del Cura.

De cuatro plantas, con dos torreones volados y estructura cuadrada, está considerada como uno de los edificios más emblemáticos de Ulea.
Fue construida por José Ríos Carrillo, un uleano que trabajaba en la exportación de fruta entre los años 1910 y 1915. Se cree que en un viaje a Francia conoció al arquitecto Alexandre Gustave Eiffel, con quien le uniría una gran amistad. Fruto de esta relación, Eiffel visitaría en más de una ocasión el Balneario de Archena, siendo el autor del proyecto de la casa. En ese caso se trataría de una de las pocas obras que el arquitecto francés realizó en España, si bien es cierto que no existen planos ni escrituras que puedan confirmar su autoría.
Construida como vivienda particular, fue adquirida por la parroquia de San Bartolomé en 1996, usándose como casa parroquial, y fue restaurada poco después.

## Patrimonio inmaterial
- Fiestas en honor a la Santa Cruz de Ulea:

Los actos tienen lugar del 1 al 3 de mayo. Se celebra una procesión donde se recibe al Lignum Crucis, astilla de la Cruz de Cristo, que puede verse durante todo el año en la iglesia de San Bartolomé, y que el 3 de mayo es bañada por el párroco.
Junto a las manifestaciones religiosas, hay otros actos como verbenas nocturnas.
- Fiestas de San Bartolomé:

Se celebran en torno al 24 de agosto, día de San Bartolomé, y unen actuaciones populares a la festividad y la procesión religiosa.
- Semana Santa:

En la Semana Santa uleana, además de los oficios religiosos, se pueden admirar diferentes procesiones:
Domingo de Ramos: Procesión de las Palmas, desde la plaza del Henchidor.
Jueves Santo (procesión del silencio): Procesión que se celebra alrededor de las 12 de la noche en la que sale el Cristo crucificado de la Hermandad de Jesucristo de la Buena Muerte.
Viernes Santo: Dividida en dos partes: Por la mañana (10:30), en la que se puede observar los pasos de Jesucristo de la Buena Muerte, San Juan y la Virgen de los Dolores. Esta procesión tiene lugar a las diez y media en la plaza, para pasear los santos por el pueblo. Y por la noche (21:00): el la que se pueden observar los pasos de Jesucristo en la cama, San Juan y la Virgen de los Dolores. Esta última es la que suele recibir más atención, tanto por visitantes de pueblos limítrofes como de otros lugares, especialmente por la tradición del Féretro de Cristo, en donde se observa a los que tienen en sus hombros a esta imagen subirla aceleradamente por las escaleras de la iglesia. Tradición que se ha acabado popularizando gracias a grabaciones subidas a redes como TikTok o Facebook.
Domingo de resurrección: Esta procesión parte desde la iglesia hasta un cruce en la cual tiene lugar en encuentro entre cristo resucitado, la Virgen de los dolores y San Juan.
- Exaltación de la Santa Cruz:

Esta fiesta se realiza el 14 de septiembre en la cual la Santa Cruz (Lignum Crucis) sale en procesión por las calles de Ulea solo por ese día, haciendo visita a los enfermos.
- Día de San Antón:

Esta festividad se celebra el 17 de enero en la cual los uleanos van al campo a comer paella y a sortear premios.

## Comunicaciones

### Por carretera
Está atravesado por la autovía  A-30  y la carretera N-301 entre los pK 366 y 371. La principal vía de comunicación es la carretera RM-523 y la RM-B14 desde Villanueva.

### Autobús
Presta servicio la siguiente línea de autobús interurbano:
| Línea     | Recorrido                | Operador |
| --------- | ------------------------ | -------- |
| MUR-092-1 | Valle de Ricote - Murcia | Interbus |